# Facilitateur
 (décembre 2020).
Si vous disposez d'ouvrages ou d'articles de référence ou si vous connaissez des sites web de qualité traitant du thème abordé ici, merci de compléter l'article en donnant les références utiles à sa vérifiabilité et en les liant à la section « Notes et références ».

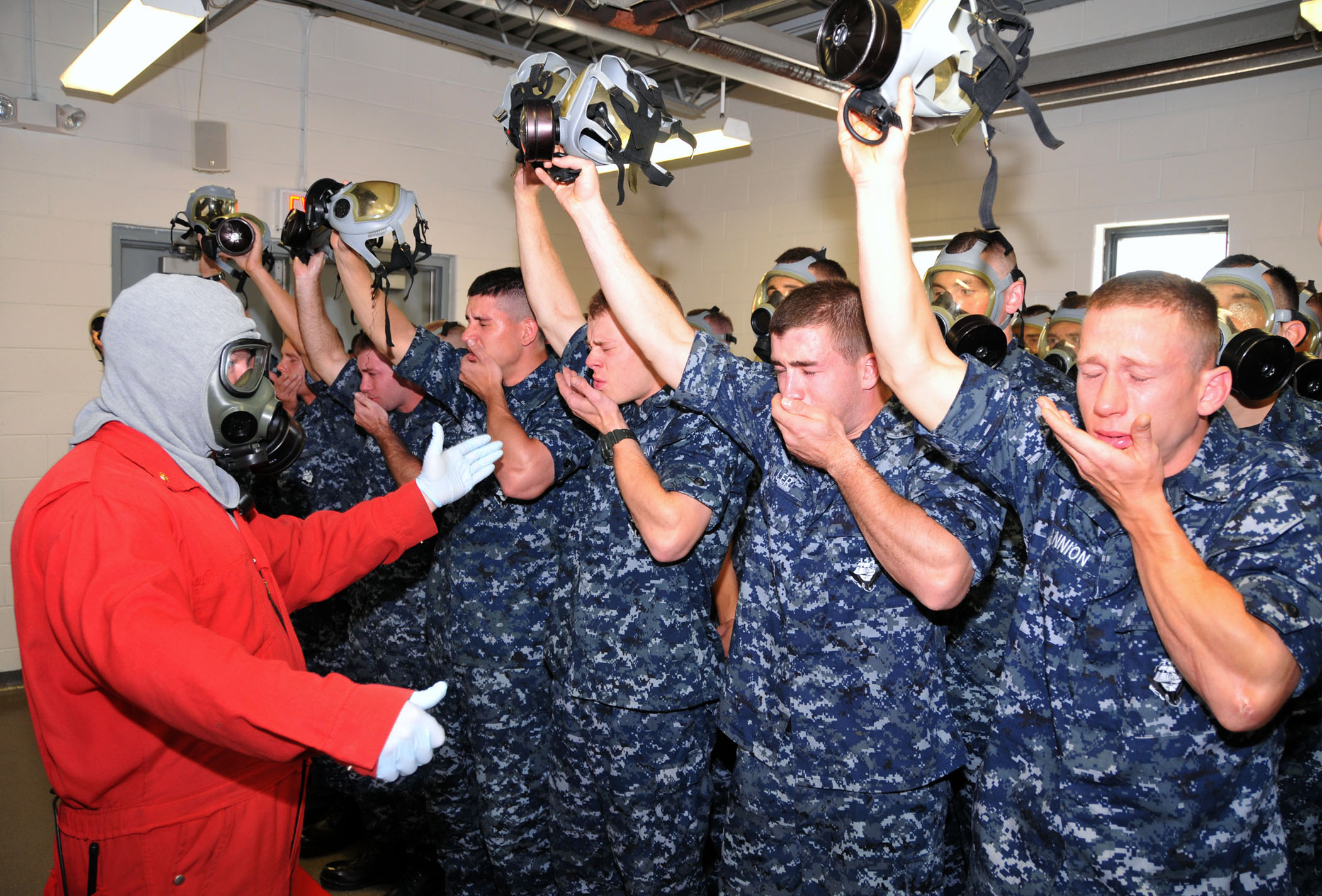
Un facilitateur de l'USS Chief au Recruit Training Command.

Le facilitateur,,, faciliteur ou animateur de groupe (en anglais : facilitator) aide un groupe à comprendre ses objectifs communs et l'accompagne pour s'organiser et atteindre ces objectifs. Il emploie le plus souvent des outils et méthodes d'intelligence collective pour faciliter les réunions.

## Description
Le facilitateur peut être utile dans diverses situations telles que de face à face, au sein d'un réseau professionnel par exemple de type socio-sanitaire, en groupe ou dans une pratique en ligne.
Le facilitateur crée les conditions nécessaires pour que :
1. l'envie de participer des acteurs ne soit pas freinée,
2. l'équilibre participatif au sein du groupe soit assuré,
3. le respect des uns par les autres soit suffisant,
4. les textes et illustrations produits soient correctement organisés,[réf. nécessaire]
5. l'accès aux prestations devienne possible, compte tenu de la complexité des réseaux et de leurs diversités[réf. nécessaire].

Pour ce dernier point, le facilitateur doit avoir une très bonne connaissance du terrain professionnel dans lequel il travaille. Il doit assurer un rôle de plaque tournante, d'interface et de conseiller entre l'utilisateur, ses besoins et les prestataires de services. Dans un type de secteur touchant le domaine socio-sanitaire, on peut utiliser le terme de facilitateur social.
Il y a à la fois des éléments communs et des différences avec les rôles d'animateur, de médiateur et de passeur.